# Œuvres basées sur la mythologie nordique
Cette page regroupe les œuvres principalement fondées sur la mythologie nordique et les références qu'on y retrouve.

## Littérature
- Arielle Queen

Série de 12 tomes (10 Sortis jusqu'à présent) dont l'héroïne est la descendante d'une lignée, et qui doit unir son médaillon demi-lune avec l'élu de l'autre ligée: Les Davidoff. Ces livres incluent la mythologie Scandinave tel que les dieux de l'Asgard et les 9 royaumes, en plus des créatures mythologique de ceux-ci.
- Le Seigneur des anneaux, Le Silmarillion, et Le Hobbit, romans de J. R. R. Tolkien, publié dans la deuxième moitié du XXe siècle.
- Prisonnier des Vikings, de Nancy Farmer
- La malédiction de l'anneau, d'Édouard Brasey
- American Gods (2001), de Neil Gaiman
- Everworld, de K.A. Applegate
- Harry Potter, saga de 7 tomes de J. K. Rowling, dans laquelle le loup-garou Fenrir apparaît.
- Un jeu interdit, de L. J. Smith
- La Saga Magnus Chase (3 tomes jusqu'à présent), de Rick Riordan
- L’Évangile de Loki, de Joanne Harris, 2015 ((en) The Gospel of Loki, 2014)
- Wonderful World, de Léna Cardeau, 2018

### Bande dessinée
- La série Thorgal (1977) de Jean Van Hamme et Grzegorz Rosiński.
- La série Valhalla (1979) de Henning Kure et Arne Stenby.
- La série Siegfried (2007 -) d'Alex Alice.
- La série Le Crépuscule des dieux (2007-2009).
- Vei (2021) de Sara B. Elfgren (Scénario) et Karl Johnsson (Dessin).
Personnages principaux
Thorgal Aegirsson (patronyme construit sur Thorgal en référence à Thor et Aegirsson⇒ fils de Ægir, nom du géant de la mer), Odin, Frigg, Loki…
Autres références
Asgard, Mitgard.

## Cinéma
- La série Stargate porte des références à la culture nordique avec les Asgards, dont plusieurs qui portent les noms des Dieux (Odin, Thor...). Des références au Ragnarök, au marteau de Thor (qui protège la planète en retirant les Goa'ulds des corps), à la Déesse Freyja..
- Les Nibelungen : Siegfried (1924), un film allemand réalisé par Fritz Lang.
- Les Nibelungen : La vengeance de Kriemhild, la suite du film précédent.
- Erik, le Viking (1989), de Terry Jones.
- Beowulf (1999)
- L'Anneau sacré, un téléfilm en coproduction américaine-britannique-allemande-italienne réalisé par Uli Edel, et diffusé 2004.
- Beowulf, la légende viking (2005)
- La Légende de Beowulf (2007)
- Thor (2011)
- Thor 2 : Le monde des ténèbres (2013)
- Thor 3 : Ragnarok (2017)
- Ragnarök (2020) Met en scène des réincarnations de dieux nordiques affrontant des géants dans une époque moderne.
- Thor : Love and Thunder (2021)

### Animation

#### Saint Seiya
Les fans d'animation japonaise qui entendent le nom d'Asgard pensent immédiatement au deuxième chapitre de l'adaptation animée de Saint Seiya, manga connu également en France sous le nom de "Les Chevaliers du Zodiaque", dans laquelle les héros combattent les Guerriers Divins qui sont les défenseurs du royaume d'Asgard.
Comme beaucoup de manga (histoire sous forme de bande dessinée), Saint Seiya a été adapté en dessin animé, appelé "anime" au Japon. Il est bon d'expliquer que s'il est précisé que le chapitre traitant d'Asgard est visible dans l'anime, c'est parce qu'il n'existe tout simplement pas dans le manga. L'auteur, Masami Kurumada, n'a dessiné que des chapitres inspirés de la mythologie grecque. Or, en même temps qu'il rédigeait les aventures de ses héros, la production de l'adaptation animée de son œuvre battait son plein, si bien qu'il arriva un moment où Masami Kurumada fut dans l'obligation de demander des délais pour pouvoir continuer de fournir un travail dont la qualité, ne cessant de croître, nécessitait d'autant plus de temps. L'astuce du studio de production de l'anime pour répondre à une telle demande fut de laisser à l'auteur le temps de créer la suite du manga pendant qu'il serait créé de toutes pièces (mais en respectant l'univers de ce qui existait déjà) un chapitre qui prit pour nom Asgard.
On y trouve Odin (le dieu dont le peuple d'Asgard est le serviteur, ainsi que les Guerriers Divins), l'anneau des Nibelungen (anneau ensorcelé qui manipule la grande prêtresse d'Odin pour le compte du dieu Poseidon), Fenrir (dont l'armure de Guerrier Divin représente un loup), Siegfried (dont l'armure de Guerrier Divin représente un dragon bicéphale), Hagen de Merac (dont l'armure de Guerrier Divin représente un cheval à huit pattes). Un autre des sept Guerriers Divins se nomme Thol et possède une arme composée d'un manche et d'une partie pouvant frapper et trancher. Si on ajoute à cela que les japonais prononcent le son correspondant à la lettre R comme les français prononcent celui associé à la lettre L, il ne fait plus vraiment de doute sur la source d'inspiration du studio d'animation, qui n'est autre que le dieu Ase Thor.

#### Code Geass
Moins connue que Saint Seiya, la série d'animation Code Geass n'en apporte pas moins de référence à la mythologie nordique. De nombreux noms de code employés dedans en sont en réalité des éléments tels que le Ragnarök évoqué à l'épisode 21 de la saison 2, épisode portant d'ailleurs en français le nom de La Jonction Ragnarok. Dans l'épisode 17 de la saison 2, De la Terre dans la Bouche, Le Knight of Ten, Lord Bradley est accompagné de ses gardes du corps qui sont appelées par le terme de Valkyries, et sont d'ailleurs représentées par des vierges guerrières, à l'instar de leurs modèles originaux.

#### Ah! My Goddess
Manga adapté en série, OAV et un film d'animation.
Personnages principaux
Belldandy, Urd et Skuld et font référence aux trois nornes Verdandi, Urd et Skuld.
Autres références
L'arbre-monde Yggdrasil (ordinateur), Sleipnir (cheval), Fenris (virus), Midgard (antivirus).

#### Matantei Loki Ragnarok
Manga adapté en série d'animation.
Personnages principaux
Loki (détective), ses trois enfants Jörmungand (Ryūsuke Yamino), Fenrir et Hel, Thor (Narugami), Freya (Reiya Ohshima), Heimdall (Kazumi Higashiyama), Freyr, les trois nornes Verdande, Urd et Skuld, et enfin Odin.
Autres références
Ragnarok, Mjolnir.

#### Kamigami no Asobi
Otome game adapté en série d'animation.

#### Valkyrie Apocalypse
Manga adapté en série d'animation.
Références
Les Dieux Balder et Loki (personnages principaux) ainsi que Thor (personnage secondaire) apparaissent.

## Jeu vidéo
- Age of Mythology : Jeu de Ensemble Studios sortis le 20 novembre 2002 et réédité le 8 mai 2014 sur Steam, en se basant également sur les mythologies grecques et égyptiennes.
- Valkyrie Profile : jeu vidéo d'Enix, sorti en 2000.
- Ragnarök Online : jeu vidéo de Gravity, sorti en 2002.
- Dark Age of Camelot : MMORPG développé par EA Mythic, sorti en 2001.
- Tales of Symphonia : RPG sur la gameCube sorti en 2004
- Odin Sphere: jeu vidéo de Vanillaware, sorti en 2007.
- Berserker, le guerrier divin : MMORPG développé par enjoy games GmbH sous le titre Gronenland, sorti en 2008 en Allemagne puis en 2010 en France sur le portail de Looki France.
- World of Warcraft : MMORPG, dans l'extension « Wrath of the Lich King ».
- The Elder Scrolls V: Skyrim : Jeu de Bethesda sortis le 11 novembre 2011. Un RPG (role playing game) présentant un univers fictif inspiré de la mythologie nordique.
- Max Payne : TPS dont plusieurs éléments de l'histoire ainsi que certains personnages sont basés sur la mythologie scandinave.
- SMITE : plusieurs personnages jouables du jeu sont des Dieux de la mythologie scandinave
- La saga Final Fantasy : jeux vidéo de Square (maintenant Square Enix), dont le premier volet sortit en 1987.
- Jotun[1], jeu vidéo indépendant de Lotus Game, sortit en 2015.
- Brawlhalla[2], qui détourne le concept du Walhalla et contient même des personnages d'influences nordiques : Bödvar, Brynn, Ulgrim, Ragnir ainsi que Thor lui-même.
- La saga Dragon Quest de Square Enix. On peut par exemple noter la  présence de l'Yggdrasil[3], de l'épée de Valkyrie[4], du Bâton futhark[4], du Marteau de Hela[4], de l'Arc d'Odin[4], ou des objets Feuille, et Rosée d'Yggdrasil[3], pour ne citer que ceux-là.
- Le jeu vidéo God Of War de 2018 se situe dans l’univers de la mythologie nordique. On y joue Kratos, le héros de la licence, qui, aider de son fils Atreus, doit rendre dernier hommage à sa femme défunte. Toute une pléthore de personnages de la mythologie nordique y est référencé (Odin, Thor, Freya etc .. ).
- Hellblade: Senua's Sacrifice : le personnage principal, Senua, part en voyage dans le royaume de Hel (ou Helheim). On peut noter la présence de Fenrir, Hel (déesse) et autres histoires de la mythologies.

### Jeu de rôles
Midgard - Das Fantasy-Rollenspiel : Jeu de rôle allemand publié par Pegasus Spiele.
Yggdrasil : Jeu de rôle français publié par le 7e cercle]
Scion : jeu où l'on interprète des avatars de déité, notamment du panthéon nordique.

### Jeu de plateau
Deux jeux de plateau existent et sont basés sur la légende de Beowulf.
Blood Rage, sorti en 2015, dans lequel les joueurs font s'affronter leurs clans avec l'aide bienveillante des Dieux jusqu'au Ragnarok.

## Musique
- L'Anneau du Nibelung, un cycle de quatre opéras de Richard Wagner (1876), célèbre notamment pour sa Chevauchée des Walkyries.
- Album "Twilight of the Thunder God" du groupe Amon Amarth
- Introduction à I∂avöllr, composé pour orchestre par David Hudry en 2013 pour le GPLC

### Scène musicale dite « extrême »
À noter que bon nombre de groupes de black metal, Viking metal, pagan metal, folk metal et NSBM s'inspirent des mythes Nordiques.
Par exemple, on peut noter le groupe suédois de Folk metal Leaves' Eyes qui fait de nombreuses références dans un album dont le titre-même comporte une référence à la mythologie nordique : Njord. Au sein de l'album, plusieurs pistes sont à leur tour entièrement dévouées à un aspect de cette mythologie. On peut alors penser à Ragnarök qui tire directement son nom de l'eschatologie nordique, à la chanson éponyme faisant référence à une divinité des Vanes ou bien Frøya's Theme en référence à la déesse scandinave Freya.
Le groupe de Metal Therion, reprend également ce thème avec Secret of the Runes.
Le groupe de viking et de black metal Bathory a sorti le premier album considéré comme du viking metal qui s'appelle Hammerheart.